# Jeanne Françoise Aglaé d'Andlau
Pour les articles homonymes, voir Andlau (homonymie).
Jeanne Françoise Aglaé d’Andlau, comtesse de Châlons et duchesse de Coigny, née à Auxerre le 16 décembre 1746 et morte à Paris le 10 juillet 1825, est une aristocrate française de l'Ancien Régime.

## Biographie
Fille du comte d'Andlau et de Marie-Henriette de Polastron, Jeanne-Françoise-Aglaé voit le jour à Auxerre où sa mère est en exil, loin de la cour d'où elle a été chassée pour avoir mis entre les mains de la princesse Adélaïde, dont elle est la gouvernante, un livre tenu pour infâme. Son frère aîné est Frédéric-Antoine-Marc d'Andlau. Elle épouse le 23 octobre 1768 à Fontainebleau le comte Jacques Hardouin de Châlons, seigneur d'Hédouville et de Nesle, mort à Lisbonne le 19 juillet 1794, ancien ambassadeur de France au Portugal. De cette union naîtront à Paris trois enfants : Antoine en 1769, Hardouin en 1771 et Marie-Henriette-Alix en 1775.
Elle est par sa mère la cousine germaine de Gabrielle de Polignac, sa sœur de lait, avec qui elle partage les séjours au Petit Trianon aux côtés de la reine Marie-Antoinette. Elle fait ainsi partie de la troupe du Théâtre de la Reine. Elle est la dame de compagnie de Marie-Thérèse de Savoie, comtesse d'Artois, de 1779 à 1788 .
Elle épouse en secondes noces son amant ,le duc de Coigny, le 16 septembre 1795, à Lisbonne, durant la période d'émigration française. Veuve le 19 mai 1821, le roi Louis XVIII lui accorde en août une pension de 10.000 francs.
Elle repose au cimetière du Père-Lachaise où sa stèle est toujours visible.